# 六甲断層
六甲断層（繁体字中国語: 六甲斷層、英語: Liuchia Fault）は、台南市にある活断層。南北やや時計回りに傾いた方向に走る逆断層であり、台南市白川区の六渓里南岸から台南市官田区社子村まで、全長およそ21キロメートルに渡っている。

## 形状
六甲断層は明確な形で地表トレースが認められ、掘削調査により断層の存在が確認された。地表面では東方向に約30度傾いており、上盤が下盤に対して相対的にずり上がった断層となっている。
地上調査、掘削、および定期観測による分析では、六甲断層の垂直方向に年間5.5mm～6.3mm、水平方向に年間11.0mm～12.7mmのペースで移動している。GPS観測では1999年から2005年までの6年間で、九芎坑断層-木屐寮断層-六甲断層の間には変動に有意な差があった。断層の上盤と下盤の速度ベクトルの変化量は年間13mmであった。一方、上盤と下盤の水平方向への変化量は、2003年から2005年までの2年間でほとんどなかった。
六甲断層は更新世晩期の地層であることが確認されており、その地下浅くには完新世の地層がある。

## 参考資料
1. ↑  經濟部 (2016年2月9日). “台灣活動斷層”. 2018年7月17日閲覧。